# Paragoneplax
Paragoneplax is een geslacht van kreeftachtigen uit de klasse van de Malacostraca (hogere kreeftachtigen).

## Soorten
- Paragoneplax chenae W. Jiang & R. Liu, 2011
- Paragoneplax serenei (Zarenkov, 1972)